# Якимова, Нина Матвеевна
Нина Матвеевна Якимова (род. 1932) — советская работница сельского хозяйства, доярка, Герой Социалистического Труда.

## Биография
Нина Якимова родилась в 1932 году. Стала работать бригадиром в колхозе по окончании 7 класса. Начала работать дояркой на Закальской ферме «Победа» Фалёнского района Кировской области с 1960 года.
Указов Президиума Верховного Совета Якимовой Нине Матвеевне присвоено звание Героя Социалистического Труда с вручением ордена Ленина и золотой медали «Серп и Молот». Возглавляла животноводческую бригаду в колхозе с 1975 года. На пенсии с 1980 года. Сейчас  живёт в селе Верхоусонье Фалёнского района Кировской области.
Награждена орденами Ленина, Октябрьской Революции, «Знак Почёта» и медалями.